# Маяк Эйвери-Пойнт
Маяк Эйвери-Пойнт (англ. Avery Point Light) — маяк, расположенный на мысе Эйвери-Пойнт, на территории кампуса университета Коннектикута в городе Гротон, округ Нью-Лондон, штат Коннектикут, США. Построен в 1943 году. Деактивирован в 1967 году. Отреставрирован и возвращен в эксплуатацию в 2006 году.

## История
В 1942 году мыс Эйвери-Пойнт был выкуплен штатом Коннектикут из частного владения, который передал его Береговой охране США для организации там центра подготовки. Береговая Охрана также решила построить и маяк, и в 1943 году строительство маяка было завершено. Маяк представлял собой восьмиугольную башню высотой 17 метров из бетонных блоков. Постоянного смотрителя на маяке не было. В 1967 году центр подготовки был перенесен в штат Нью-Йорк, и маяк был деактивирован 25 июля 1967 года поскольку он был признан избыточным. В 1969 году земля была возвращена в собственность штата Коннектикут, который передал ее Университету Коннектикута под строительство кампуса. В 2006 году маяк был отреставрирован Американской ассоциацией маяков. После реставрации, маяк был возвращен в эксплуатацию.
В 2002 году он был включен в Национальный реестр исторических мест.

## Фотографии

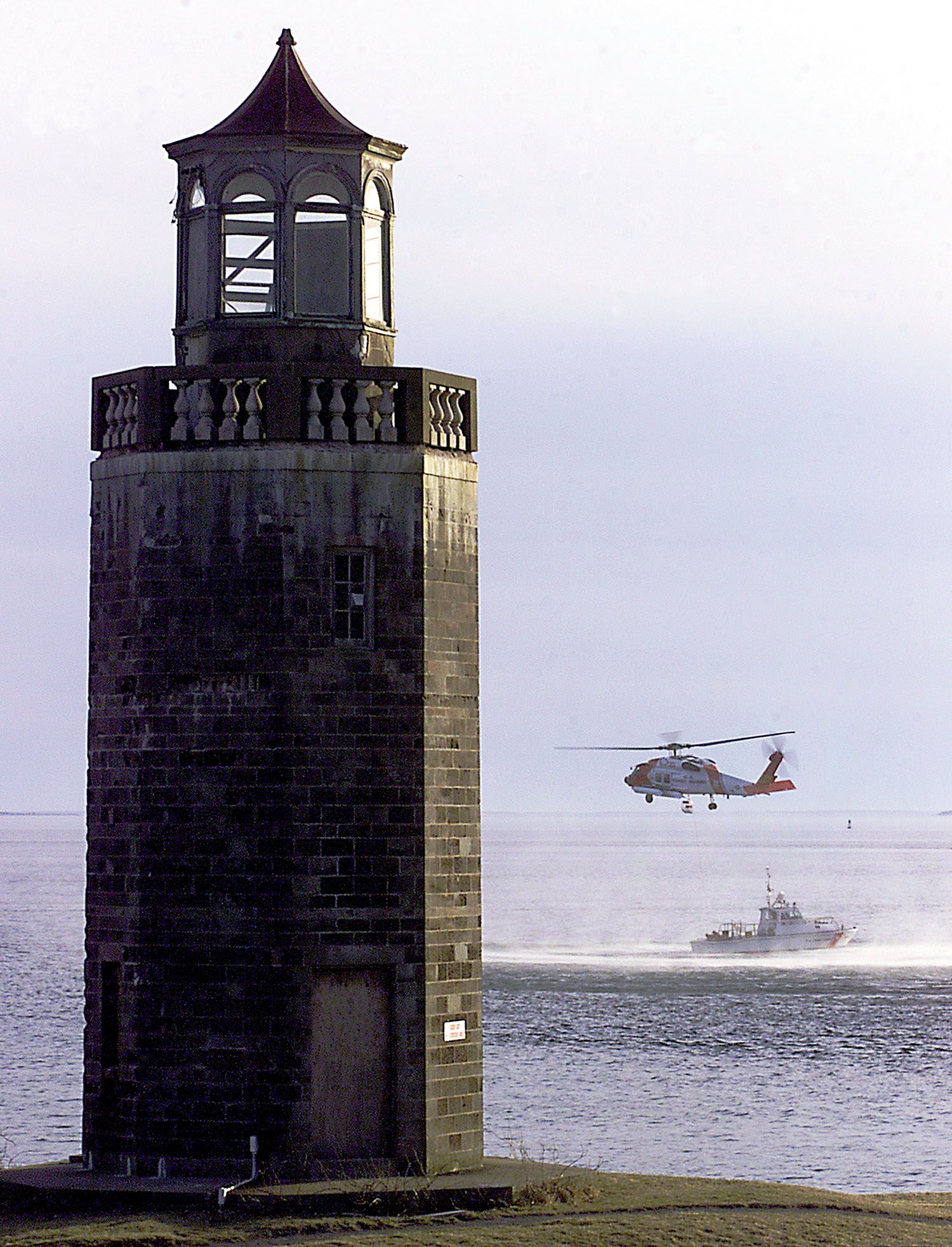
маяк в 2000 году до реставрации